# Чернь-Пальчиково
Чернь-Пальчиково — село в составе Болховского района Орловской области, входит в Боровское сельское поселение. Население — 4 чел. (2010).

## География
Село расположено в центральной части Среднерусской возвышенности в лесостепной зоне, на севере Орловской области. На северной окраине села — пруд.
Уличная сеть представлена одним объектом: Запрудная улица.
Географическое положение
в 3 км. — административный центр поселения деревня Козюлькина, в 15 км. — административный центр района.
Климат
близок к умеренно-холодному, количество осадков является значительным, с осадками даже в засушливый месяц. Среднегодовая норма осадков — 627 мм. Среднегодовая температура воздуха в Болховском районе — 5,1 °C.

## Население
| 2010 |
| ---- |
| 4    |

национальный и возрастной состав
Проживают (на 2017—2018 гг.) 5 жителей в трёх дворах: от 18 до 30 лет — 2 чел., от 30 до 50 лет — 1 чел., свыше 60 лет — 2 чел..
По данным Всероссийской переписи населения 2010 года число жителей — 4, в гендерной структуре населения по 50 % составляют мужчины и женщины. Остальная информация не отображается в целях защиты конфиденциальности данных.
Согласно результатам переписи 2002 года, в национальной структуре населения
русские составляли 100 % из общей численности населения в 12 жителей

## Инфраструктура
Приусадебное сельское хозяйство.

## Транспорт
Просёлочные дороги.